# Cyptodon ovalifolius
Cyptodon ovalifolius là một loài Rêu trong họ Cryphaeaceae. Loài này được (Müll. Hal.) M. Fleisch. miêu tả khoa học đầu tiên năm 1914.